# Salix reinii
Salix reinii là một loài thực vật có hoa trong họ Liễu. Loài này được Franch. & L. Sav. miêu tả khoa học đầu tiên năm 1875.